# غل أخور (أوجان الغربي)
غل أخور (بالفارسية: گل‌آخور) هي مستوطنة تقع في إيران في قسم أوجان الغربي الريفي. يقدر عدد سكانها بـ 813 نسمة .